# Petit-Tenquin
Petit-Tenquin é uma comuna francesa na região administrativa de Grande Leste, no departamento de Mosela. Estende-se por uma área de 4,88 km². Em 2010 a comuna tinha 231 habitantes (densidade: 47,3 hab./km²).